# Séneca (película 2023)
Séneca (en alemán: Seneca – Oder: Über die Geburt von Erdbeben) es una película de comedia negra dramática histórica germano-marroquí de 2023 dirigida por Robert Schwentke, protagonizada por John Malkovich como Séneca. La película trata sobre los últimos días del antiguo filósofo Lucio Annaeus Séneca y los inicios del régimen despótico del emperador Nerón en la Antigua Roma.
La película marca uno de las últimas actuaciones de Julian Sands. Se estrenó tras su desaparición en las montañas de San Gabriel, en enero de 2023, y antes del descubrimiento de su cuerpo. La película fue seleccionada para el 73.º Festival Internacional de Cine de Berlín en la Gala Especial Berlinale, donde tuvo su estreno mundial el 20 de febrero de 2023. Se estrenó en los cines el 23 de marzo de 2023.

## Argumento
El emperador Claudio destierra ha sido exiliado a Séneca y se casa con la joven Agripina. Más tarde, solicita que Séneca sea tutor de su hijo Nerón, de 12 años. Séneca regresa y educa a Nerón durante varios años, ejerciendo una gran influencia sobre él, incluso después de convertirse en emperador. En el año 65 d. C., Nerón lucha para defender su tiránico reclamo de soberanía. Séneca, acusado de formar parte de una conspiración contra Nerón, la conjura de Pisón, recibe la orden imperial de suicidarse.

## Reparto
- John Malkovich como Séneca
- Tom Xander como Nerón
- Wolfram Koch como Fabio
- Louis Hofmann como Lucilio
- Lilith Stangenberg como Pompeya Paulina
- Samia Chancrin como Balbina
- Waldemar Kobus como Sargento
- Annika Meier como Cecilia
- Lauren Wagner como Tigelino
- Alexander Fehling como Décimo
- Geraldine Chaplin como Cecilia
- Blerim Destani como Piso
- Samuel Finzi como Estato
- Andrew Koji como Félix
- Mary-Louise Parker como Agripina
- Julian Sands como Rufo
- Guido Broscheit como Lucio

## Producción
El rodaje comenzó el 25 de septiembre de 2021 en la ciudad de Ouarzazate, en el sur de Marruecos. El 29 de octubre de 2021 se completó el cronograma.

## Estreno
Séneca se estrenó el 20 de febrero de 2023 como parte del 73.º Festival Internacional de Cine de Berlín, en la Gala Especial de la Berlinale. Se proyectó en el 54.º Festival Internacional de Cine de la India en la sección 'Cine del Mundo', el 25 de noviembre de 2023.
En diciembre de 2022 se informó que Picture Tree Intl, una empresa comercial con sede en Berlín, se hizo cargo de la venta de la película. 

## Recepción
En el sitio web del agregador de reseñas Rotten Tomatoes, la película tiene un índice de aprobación del 29% basado en 7 reseñas, con una calificación promedio de 1,7/10. 
Wendy Ide de ScreenDaily escribió en una reseña que "Es una película que presenta muchas posturas vacías, pelucas extravagantes, escenografías que distraen y llenas de cosas que inexplicablemente arden de fondo y numerosas actuaciones exageradas". Stephen Farber de The Hollywood Reporter, que calificó la película de "sartén histórico poco convincente", escribió: "El problema está en la concepción subyacente. El intento de Schwentke de crear una parábola de la decadencia del imperio estadounidense parece principalmente forzado y fatuo".

## Reconocimientos
| Premio                | Fecha              | Categoría                                                      | Título                                  | Resultado | Ref.          |
| --------------------- | ------------------ | -------------------------------------------------------------- | --------------------------------------- | --------- | ------------- |
| Premio de Cine Alemán | 12 de mayo de 2023 | Preselección de la 73.ª edición de los Premios del Cine Alemán | Seneca – On the Creation of Earthquakes | Nominada  | [ 10 ] [ 11 ] |